# Einar Holbøll
Einar Holbøll (født 20. december 1865 i København, død 23. februar 1927 i Charlottenlund) var en dansk postmester og filantrop. Han huskes for at have opfundet verdens første Julemærke (1904), der længe før velfærdssamfundets tid rejste store midler til sygepleje, samt for at være initiativtageren til Tjenestemændenes Låneforening (1907), to tiltag, som eksisterer den dag i dag.

## Liv
Holbøll var søn af premierløjtnant i Flåden, senere kommandør Carlheger Holbøll (1828-1911) og Johanne Mathilde Caspersen (1840-1912). Einar Holbøll arbejdede på skibet Jylland, tog et præliminæreksam i 1883 og forsøgte at uddanne sig til styrmand. Denne drøm måtte han dog opgive på grund af en øjensygdom.
I 1886 blev han ansat ved Postvæsenet, og blev i 1892 postekspedient i København. I 1905 blev han forfremmet til postmester og arbejdede siden da i Gentofte, og fra 1909 i Charlottenlund. Via Post- og Telegrafforeningen åbnedes vejen til den filantropiske verden, og han tog blandt andet initiativet til Post- og Telegrafembedsmændenes Stiftelse oprettelse. Stiftelsen fik adresse i bygningen på Mariendalsvej 38-40 i Frederiksberg - en bygning designet af Thorvald Bindesbøll i 1903.
Holbøll fik ideen til julemærket, da han manglede midler til sit filantropiske arbejde. I første omgang ville han med overskuddet oprette en institution for uønskede nyfødte børn, der ellers ville blive dræbt eller efterladt af deres ugifte mødre. I stedet kunne mødrene aflevere barnet til institutionen. Da der kom for mange indvendinger mod ideen blev pengene i stedet for brugt til at oprette sanatoriummer for børn med tuberkulose. Således blev de første julemærker solgt i 1904, og med et nettooverskud på cirka 67.000 kr. kunne det allerførste Julemærkesanatorium så bygges ved Kolding Fjord. Sanatoriet blev senere overdraget til Nationalforeningen til Tuberkulosens Bekæmpelse og blev i 1990 til Hotel Koldingfjord. Der blev også bygget flere julemærkehjem. Holbøll var også manden bag Barnets Lykkeskilling fra 1912, som skulle skaffe penge til blindesagen.
Holbøll var aktiv i forskellige foreninger, blandt andet:
- som formand for Julemærkekomiteen
- som medlem af Bestyrelsen for Nationalforeningen til Tuberkulosens Bekæmpelse fra 1910
- som medlem af Bestyrelsen for Børnehjemmet af 1870
- som æresmedlem af Foreningen Danmarks Blinde
- som medlem af Norske Kvinders Sanitetsforening

Fra 1911 stod han til ansvar som virksomhedsleder for Forbrugsforeningen for Embeds- og Bestillingsmænd samt Læger.
Einar Holbøll blev Ridder af Dannebrog 1909 og Dannebrogsmand 1925. Han ligger begravet på Ordrup Kirkegård. Der står et mindesmærke over Holbøll på Charlottenlund Stations forplads. Der findes portrætmalerier af Christian Asmussen 1917 og Ella Bruun 1927 i familieeje. Buster af Charles Arvesen 1922 (Frederiksborgmuseet) og af Thod Edelmann 1909 og 1927, opstillet 1936 på Julemærkehjemmet Holbøllsminde i Svendborg.
- Amerikansk julemærke fra 1938
- Mindesten i Holbøl